# راينهارد هايدريش
راينهارد هيدريش تريستان يوجين (تُلفظ بالألمانية: [ˈʁaɪnhaʁt ˈtʁɪstan ˈɔʏɡn̩ ˈhaɪdʁɪç]  ( سماع))1904 - 4 يونيو 1942) كان من كبار الشخصيات الألمانية في ألمانيا النازية الرسمية خلال الحرب العالمية الثانية، وواحدا من ابرز مهندسي المحرقة. وكان إس إس - أوبر جروبن فوهرر (عامة) والقائد العام للبوليس، ورئيس مكتب أمن الرايخ العام (بما في ذلك الجستابو، البوليس الجنائى، ووكالة إستخبارات الرايخ)
وخامى وزارة الدفاع الوطني (نائب / القائم بأعمال الرايخ حامي) من محمية بوهيميا ومورافيا (في ما هو الآن في جمهورية التشيك). خدم هيدريش رئيسا الانتربول (وكالة إنفاذ القانون الدولي)، وترأس مؤتمر وانسيي في يناير 1942، الذي تشكلت بموجبه خطط ل الحل النهائي للمسألة اليهودية - ترحيل وإبادة جميع اليهود في الأراضي المحتلة من قبل ألمانيا.

## حياته الباكرة
ولد في (هال أن دير سال) أبوه كاتب ريتشارد برونو هايدريش، عند اندلاع الحرب العالمية الأولى كان صغيراً للتطوع لكنه تطوع في (بالإنجليزية: right-wing paramilitary) الجناح الأيمن العسكري المعارض للشيوعيين بشدة إضافة إلى تطوعه في منظمة معادية للسامية بالرغم من وجود شائعات عن أن له أصول يهودية.
في عام 1922 التحق بالبحرية وضمن بذلك دراسة مجانية ومعاش حيث كان طالباً في القاعدة البحرية الرئيسية في كييل، لكنه تعرض لمضايقات بسبب شائعات عن أصوله اليهودية.
في عام 1926 تمت ترقيته ليصبح أعلى من مرؤوسيه الذين عاملوه بسوء، فجاء وقت الانتقام حيث عاملهم بوضاعة.

## الحزب النازي وال (SS)
في عام 1931 التقى هاينريك هملر بهايدريش وحالاً اُعجب به وألحقه بالحزب النازي، في ذلك الوقت لم تكن لهايدريش اهمية تُذكر في الحزب النازي ولكنه قام بتعيين جواسيس تابعيين له لتتبع أعداء الحزب والنازيين ذوي الرتب العالية أنفسهم.
في ديسمبر عام 1931 تزوج هايدريش (الذي كان زيراً للنساء) فون اوستين، وفي ذات الوقت أصبح هايدريش من أكثر النازيين خطورة لأن مصير أعداء الحزب النازي كان تحت رحمته.
عام 1932 انتشرت اشاعة أن هايريش له أصول يهودية بين أعضاء الحزب النازي، واُجري تحقيق في علم الأنساب تم على أثرها تاكيد عدم علاقته باليهود والملونين، لكن مجرد التلميح أزعج هملر وأراد صرفه لكن هتلر أكد أن هايدريش مفيد وأن هذه الأقاويل سوف تشكل ضغطاً عليه وتبقيه على مسار الحزب، عند ذلك بدء هايدريش يُفزع كبار النازيين.
في عام 1933 قام هملر وهايدريش بالسيطرة على مركز البوليس في ميونيخ مستعمليين تكتيكات توعدوية وتمكنوا من السيطرة على الشرطة في 16 ولاية ولم يتبقى الا شرطة ولاية بروسيا التي سيطر عليها هيرمان غورينغ.
في عام 1933 أصبح هتلر مستشاراً لالمانيا ولكنه أراد الحصول لى مزيد من القوة فضغط على بول فون هايندنبيرغ لتوقيع حكم قضائي لمنع الأحزاب الشيوعية والأشتراكية، وبدء هايدريش بفهرسة أسماء المخالفين للقانون وأعتقالهم.
في عام 1934 قرر غورينغ وهملر وضع خلافاتهم على جنب وسلم غورنغ سلطة الغوستابو لهملر الذي جعل هايدريش رئيساً لها وقرروا تنمية قوة ال (SS) على حساب ال (SA) التي كان يقودها ارنست روم والذي تم التخلص منه في ليلة السكاكين الطويلة مع أنصاره بعد أن استطاع الثلاثة غورنغ، هملر وهايدريش تأليب هتلر عليه.

## تكوين قوة البوليس
في عام 1936 كون هملر ال (بالألمانية: Ordnungspolizei) البوليس البلدي (ORPO) و(بالألمانية: Sicherheitspolizei) البوليس الجنائي (SIPO)
و أصبح هايريش SIPO والغوستابو و KRIPO و SD, في عامسبتمبر1939 أصبحت الSIPO وSD منظمة واحدة، وفي عام 1940 قامت الSD بعمليات لقمع المقاوميين في الأراضي التي فتحها الألمان.
في العشرين من يناير كانون الثاني عام 1942 اجتمع خمسة عشر من كبار مسؤولي الحزب النازي والحكومة الألمانية في مؤتمر هام عقد في إحدى الضواحي الغنية لمدينة برلين وفي قصر مطل على بحيرة تعرف بفانزي. وقد دعا إلى عقد هذا الاجتماع راينهارد هايدريخ، النائب الأول لقائد الإس إس هاينريخ هيملر، وذلك بهدف بحث «الحل النهائي للمسألة اليهودية في أوروبا» مع كبار مسؤولي الحكومة من غير المنتسبين للإس إس، بمن فيهم أمينا وزارتي الخارجية والعدل واللذان كان من المطلوب تعاونهما في ذاك الأمر.

## دوره في المحرقة
المؤرخين يعتبرون هيدريش عضوا في أكثر النخب النازية المخيفة.  دعاه هتلر بأنه الرجل ذو القلب من حديد. .كان واحدا من المهندسين الرئيسيين للمحرقة خلال سنوات الحرب في وقت مبكر، كان يتلقى الإجابة ويأخذ الأوامر من هتلر، غورينغ، وهيملر في جميع المسائل المتصلة بالإبعاد، والسجن، وإبادة اليهود.
كان هيدريش أحد منظمي ليلة الكريستال، وهي مذبحة ضد اليهود في جميع أنحاء ألمانيا في ليلة 09-10 نوفمبر 1938 . هيدريش أرسل برقية في تلك الليلة لمختلف SD ومكاتب الجستابو، للمساعدة في تنسيق البرنامج مع SS، SD ، الجستابو، وكان رجال الشرطة يرتدون الزي الرسمي (Orpo)، SA، مسؤولي الحزب النازي، وحتى ادارات مكافحة الحرائق. كانت تتحدث عن السماح بحرق وتدمير الشركات اليهودية والمعابد اليهودية، وتأمر بمصادرة جميع «المواد الأرشيفية» للخروج من مراكز الجالية اليهودية والمعابد اليهودية. أمرت البرقية أن «العديد من اليهود - اليهود الأثرياء بشكل خاص - يجب أن يتم القبض عليهم في جميع المناطق كما يمكن استيعابهم في مرافق الاحتجاز القائمة... وفورا نفذت الاعتقالات، وكان يجب الاتصال بمعسكرات الاعتقال المناسبة لوضع اليهود في أماكن محددة في أسرع وقت ممكن». تم إرسال عشرين ألف يهودي إلى معسكرات الاعتقال في الأيام التالية مباشرة; المؤرخون ينظرون إلى ليلة الكريستال أنها هي بداية المحرقة.
عندما سئل هتلر عن ذريعة التي من أجلها يتم غزو بولندا في عام 1939، هيملر، هيدريش وهاينريش مولر العقل المدبر لالعلم المزيف أطلق عليها اسم الخطة عملية هيملر. أنها تنطوي على هجوم وهمي على محطة الإذاعة الألمانية في كلايفتز في 31 أغسطس 1939 دبر هيدريش الخطة وتجول في الموقع، الذي كان على بعد حوالي أربعة أميال من الحدود البولندية.وكان المنفذون يرتدون الزي البولندي، قام 150 من القوات الألمانية بعدة هجمات على طول الحدود. استخدم هتلر الحيلة كذريعة لشن الغزو.
بناء على تعليمات هيملر، شكل هيدريش وحدات القتل المتنقلة (فرق العمل) للسفر في أعقاب الجيوش الألمانية في بداية الحرب العالمية الثانية. في 21 سبتمبر 1939 أرسل رسالة هيدريش من طابعة التليجرام عن بعد عن «المسألة اليهودية في الأراضي المحتلة» إلى رؤساء جميع وحدات القتل المتنقلة مع تعليمات لمحاصرة الشعب اليهودي لوضعهم في أماكن منعزلة، ودعا إلى تشكيل مجالس بهودية (المجالس اليهودية)، أمرت بعمل إحصاء، وروجت الآرية خطط للشركات المملوكة لليهود والمزارع، ضمن تدابير أخرى.  تابعت وحدات القتل المتنقلة الجيش إلى بولندا لتنفيذ هذه الخطط. في وقت لاحق، في الاتحاد السوفياتي، وجهت إليهم تهمة اعتقال وقتل اليهود رميا بالرصاص عبر وشاحنات الغاز. بحلول نهاية الحرب، كانت وحدات القتل المتنقلة بقتل أكثر من مليون شخص، من بينهم أكثر من 700,000 في روسيا وحدها.
. هي مجموع التدابير المزمع اتخاذها لتكون سرية تماما... الشرط الأول للهدف النهائي ("Endziel") هو تركيز اليهود من الريف إلى المدن الكبرى "-. هيدريش سبتمبر 1939 
«بأمر من الرايخفهرر-SS ، المقيم الذي لايحمل بطاقة هوية يعاقب عليه بالإعدام» - هيدريش، نوفمبر 1939

## إغتياله في براغ

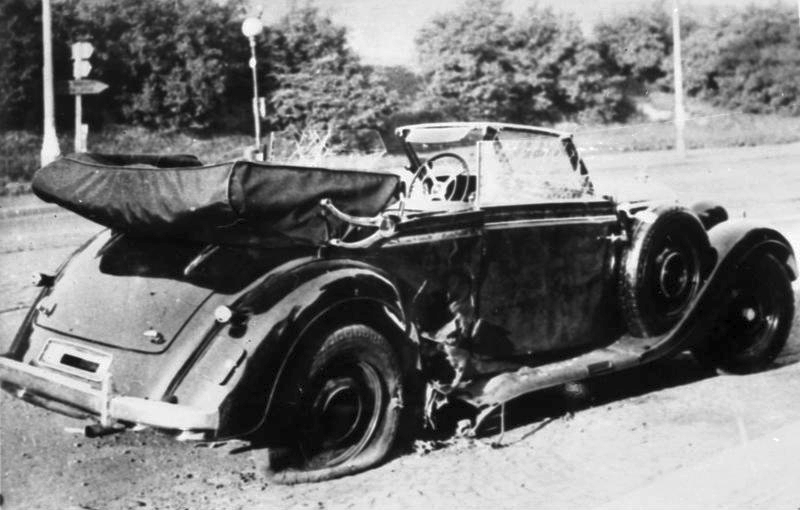
العربة المكشوفة المرسيدس التي كان اصيب فيها هيدريش بجروح قاتلة

في لندن، وضعت الحكومة التشيكوسلوفاكية في المنفى حلا لقتل هيدريش. وعينت يان كوبيش وجوزيف جابسيك لرئاسة الفريق الذي تم اختياره لهذه العملية.وفد تدرب على يد الفريق البريطاني لتنفيذ العمليات الخاصة (SOE)، وعاد الرجلان إلى المحمية، بالمظلات من هاندلي بيج هاليفاكس، يوم 28 ديسمبر 1941. وكانوا يعيشون في الخفاء، للتحضير لمحاولة الاغتيال.

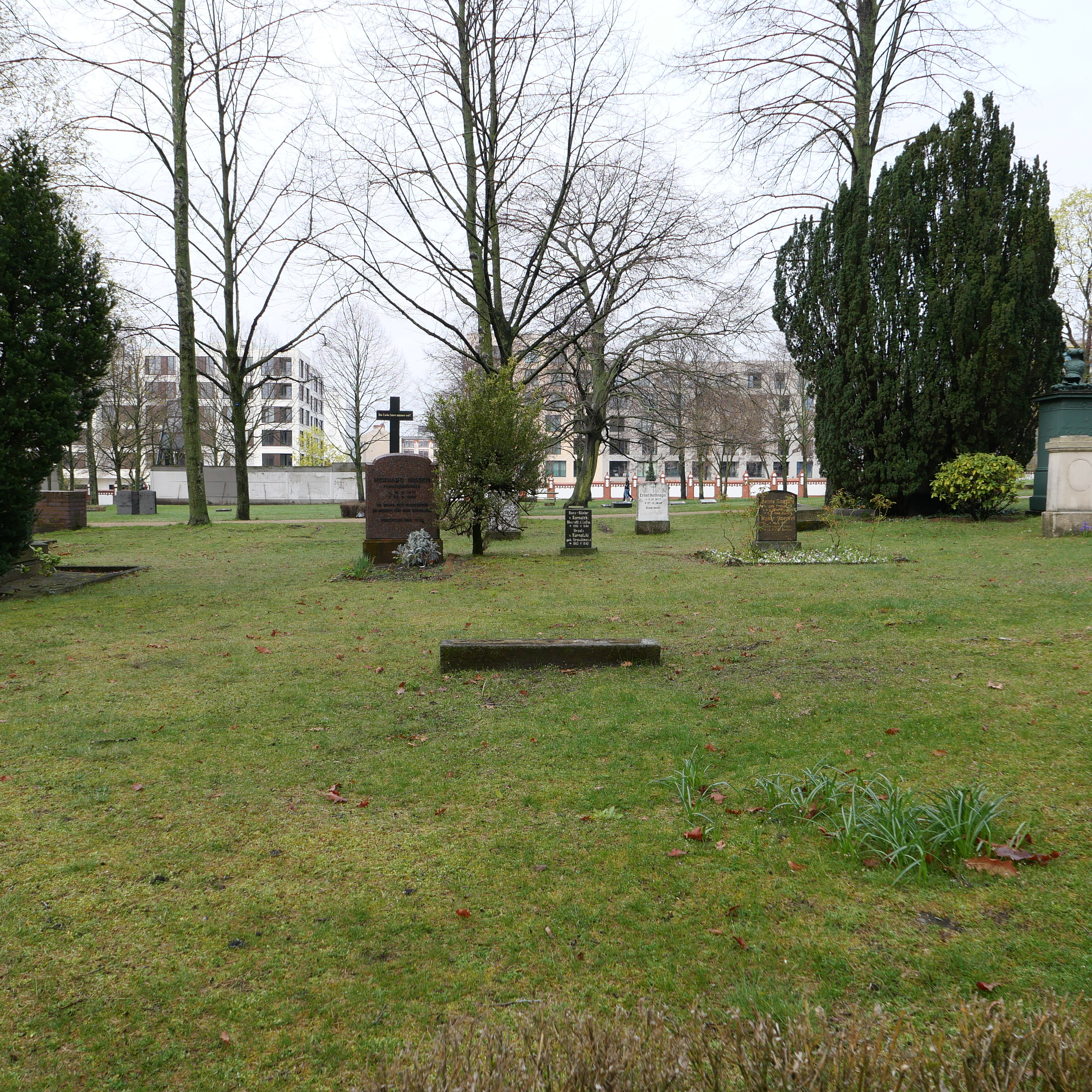
قبر هيدريش المجهول في مقبرة برلين للمعاقين. أصبح الموقع الدقيق معروفًا للجمهور في عام 2019 عندما فتح جناة مجهولون المقبرة.

يوم 27 مايو عام 1942، هيدريش كان قد خطط للقاء هتلر في برلين. وتشير الوثائق الألمانية التي تهدف أن هتلر يقوم بنقل هيدريش لفرنسا المحتلة من ألمانيا، حيث المقاومة الفرنسية تكتسب الأرض. هيدريش كان عليه المرور من جزء حيث اندمجت الطريق من دريسدن إلى براغ مع تقاطع الطريق المؤدي إلى جسر ترويا، في ضاحية براغ من ليبن، وكان الموقف مناسبا تماما للهجوم بسبب أن سائقي السيارات يجب أن يتباطأو نظرا للمنعطف الحاد. وجدث أن تباطأت سيارة هيدريش، واستغرق جابسيك وقتا خاطفا مع ستين لتوجيه بندقية رشاشة، ولكنها توقفت وأجهضت الضربة وفشلت في اطلاق النار. وبدلا من أن يأمر هایدریش سائقه بالقيادة بسرعة بعيدا، دعا هيدريش سيارته للتوقف وحاول مواجهة المهاجمين. ثم ألقى كوبيس قنبلة (وهي لغم مضاد للدبابات) في الجزء الخلفي من السيارة حيث توقفت. أصيب هيدريش في الانفجار وكذلك كوبيس.

طابع بريدي (1943) تحمل ملامح قناع الموت من هيدريش

عندما انقشع الدخان، ظهر هيدريش من حطام السيارة مع بندقيته في يده؛ وقام بمطاردة كوبيس وحاول الرد على النيران. قفز كوبيس على دراجته وأدار الدواسة بعيدا. ركض هيدريش خلفه عدة خطوات ولكنه أصبح ضعيفا من الصدمة الناتجة عن هبوط الدورة الموية وانهار وسقط وأرسل سائقه، كلاين، لمطاردة جابسيك سيرا على الأقدام. في معركة بالاسلحة النارية أعقبت ذلك، قتل جابسيك كلاين في ساقه وهرب إلى بيت آمن محلى. هيدريش، كان لا يزال المسدس في يده، أومأ إلى الجزء الأيسر من جسده الذي كان ينزف بغزارة.
ذهبت امرأة تشيكية لمساعدة هيدريش ووضع أسفل سيارة فان ثم أعيد وضعه وضعت في مقعد السائق، ولكنه اشتكى من أن حركة الشاحنة كانت تسبب له الألم ثم تم وضعه في الجزء الخلفي من الشاحنة، على بطنه، واقتيد إلى غرفة الطوارئ في مستشفى Bulovce {{بيلوفسى. وكان هيدريش يعانى إصابات خطيرة في جنبه الأيسر، مع أضرار كبيرة في الحجاب الحاجز ، الطحال ، و الرئة. وقال انه اصيب بكسر في أحد ضلوعه أيضا. وقال الطبيب، Slanina، الذي قام بفتح الصدر بينما طبيب آخر، والتر الديك، حاول دون جدوى إزالة الشظايا. وقال انه قرر على الفور العمل. وأجري هذا من قبل الأطباء Slanina، و Hohlbaum. وأجريت لهيدريش العديد من عمليات نقل الدم و استئصال الطحال تم تنفيذها داخل الجرح في الصدر ،وفى الرئة اليسرى، والحجاب الحاجز كانوا جميعا بحاجة إلى تنظيف وأغلقت الجروح. أمر هيملر بإستدعاء طبيب آخر ،هو كارل غيبهارت ، للسفر إلى براغ لتولي الرعاية. وعلى الرغم من ارتفاع درجة الحرارة بدا هيدريش يشعر بالانتعاش وكان يتقدم بشكل جيد. ثيودور موريل ، طبيب هتلر الشخصي، قد اقترح استخدام السلفوناميد وهو (دواء مضاد للجراثيم جديد), ولكن جيبهاردت ، قد اعتقد أن هيدريش من شأنه أنه سيسترد عافيته رفض ذلك في 2 حزيران، وذلك خلال الزيارة التي قام بها هيملر، أسلم هيدريش نفسه لمصيره من خلال قراءة جزء واحد من أوبيرات والده:
العالم هو مجرد أرغن كبير من صنع الرب الإله نفسه. 

علينا جميعا أن نرقص  على أنغامه التي هي بالفعل  تصدح. 

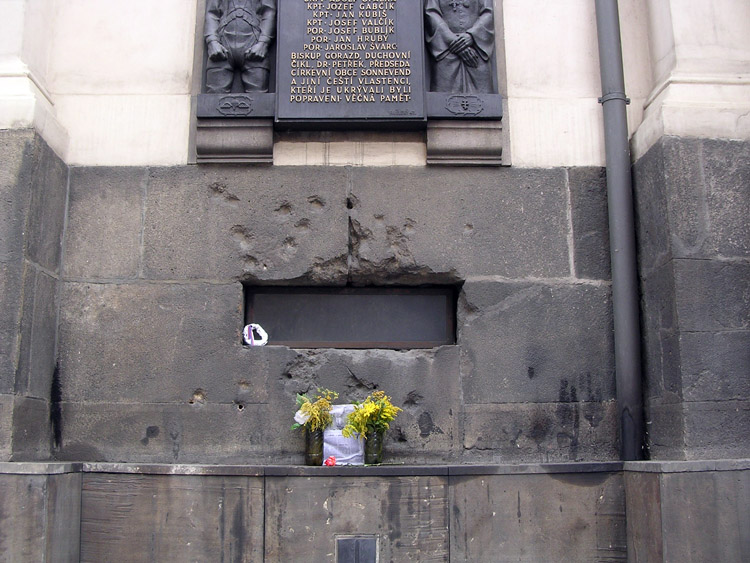
نافذة تحمل آثار طلقات الرصاص في كنيسة القديس كيرلس والقديس ميثوديوس في براغ، حيث يحتشد كوبيس ومواطنيه

تراجع هيدريش في غيبوبة بعد زيارة هيملر وأبدا لم يستعد وعيه. توفي في 4 حزيران ، على الأرجح حوالي الساعة 04:30 صباحا. وكان عمره 38. وخلص تشريح إلى أنه مات من الإنتان أو التسمم الموى الميكروبى. تعبيرات الوجه لهيدريش عندما توفي كانت «الروحانية خارقة الجمال المنحرفة تماما، مثل نهضة الكاردينال»، وفقا لبرنهارد ينر ، وهو مسؤول في الشرطة Kripo الذي حقق في حادث اغتيال 
بعد الجنازة اللائقة التى جرت مراسمها في براغ يوم 7 يونيو عام 1942، تم وضع تابوت هيدريش على القطار إلى برلين ، حيث أقيم احتفال ثانيا في مستشارية الرايخ الجديدة يوم 9 يونيو. أعطى هيملر مديحا وتبجيلا  حضر هتلر ووضع الزينات ، بما في ذلك أعلى درجة من الرتب الألمانيية ، و وسام الدم ، و شارة الجراح من الذهب و صليب إستحقاق الحرب من الدرجة الأولى مع السيوف على وسادة في الجنازة. على الرغم من أن وفاة هيدريش قد تم إستغلالها للدعاية الرايخ فقد ألقى هتلر باللوم خاصة لهيدريش لتسببه في هلاكه، من خلال الإهمال:
كان هيدريش مدفونا في مقابر المجهولين في برلين، وهي مقبرة عسكرية . لا يعرف أحد أين بقعة الدفن بالضبط عدا علامة خشبية مؤقتة التي اختفت عندما اجتاح الجيش الأحمر المدينة في 1945 ولم يتم إعادتها أبدا، بحيث أن قبر هيدريش قبر لا يمكن أن يصبح نقطة تجمع للنازيين الجدد .
أراد هتلر لهيدريش أن يكون له قبر ضخم تذكارى ولكن نظرا لتدني حظوظ ألمانيا،لم يتم بناؤه أبدا.

## روابط خارجية
- راينهارد هايدريش على موقع IMDb (الإنجليزية)
- راينهارد هايدريش على موقع الموسوعة البريطانية (الإنجليزية)
- راينهارد هايدريش على موقع مونزينجر (الألمانية)
- راينهارد هايدريش على موقع إن إن دي بي (الإنجليزية)
- راينهارد هايدريش على موقع قاعدة بيانات الفيلم (الإنجليزية)